# محمد علي عبد الرزاق
محمد علي عبد الرزاق (ولد عام 1933) هو رياضي عراقي متخصص في رياضة الوثب العالي تنافس في دورة الألعاب الأولمبية الصيفية عام 1960.

## روابط خارجية
- محمد عبد الرزاق على موقع أوليمبيديا (الإنجليزية)